# Province centrale (Îles Salomon)
Pour les articles homonymes, voir Province centrale.
La province centrale (ou Central Province) est une des provinces des Îles Salomon. Elle est constituée principalement des îles Russell et îles Florida (ou îles Nggela) et de l'île Savo.
La région a une superficie de 615 km² et comptait 21 577 habitants habitants en 1999. Sa capitale est Tulagi sur l'île de même nom.